# Главан (Украйна)
Вижте пояснителната страница за други значения на Главан.
Главан или Главани (на украински: Главані, на руски: Главани) е село в Украйна, разположено в Болградски район, Одеска област. Землището му е с площ от 2.96 км2. Населението на селото през 2024 година е 2010 души, предимно етнически българи.

## География
Селото се намира в историческата област Буджак (Южна Бесарабия). Разположено е край река Алияга, на 30 километра югозападно от Арциз, на 8 километра южно от Делен и на 7.5 километра източно от Задунаево.

## [1]История
През 1830 година преселници от България основават село Главан. Предполага се, че названието на селото идва от названието на село Главан в България, окъдето се преселват неговите жители. Значително увеличаване броя на жителите се пада на периода от 1968 година до 1992 година.
Една част от тези българи се завръщат в България в периода около 1834-1835 година. Много от тях основават в Добруджа селата Владимирово, Войниково, Главан, Коларци, Каменци, Бдинци, Красен дол, Пет могили, Вратарите, Никола Козлево, Попрусаново, Поручик Гешаново, Сърнец, Тервел, Ангеларий, Вълнари, Подслон, Каолиново, Алфатар. Едни от първите заселници в село Владимирово от тези върнали се от Бесарабия бежанци са формиралите се по-късно фамилии Продановци, Желязкови, Влайкови, Керанови, Заимови. Друга част продължават своя път и успяват да се върнат обратно в село Главан (област Стара Загора). 
Около Главани се намират целинни земи, затова земеделие и животновъдство са основни стопански отрасли на преселниците. През целия 19 век и първата половина на 20 век жителите сами си осигуряват с всичко необходимо. Те се занимават с тъкачество, обработват овчи кожи. С помощта на ръчни тъкачни станове от вълнена прежда жените тъкат домашни груби и полугруби сукна.

## Стопанство
От 1995 година и до днес в селото са образувани 32 селски фермерски стопанства, в които работят 70 души. На територията на Главански селски съвет извън селото има такива производствени предприятия: Главански завод за строителни материали, АД „Транспорт“, склад за гориво, железопътна станция.

## Култура и образование
През 2000 година училището е преименувано и се нарича Главанско общообразователно училище I-III степен, обучението е на руски език, учениците изучават украински, български и английски език. В селото има 2 спортни зали и стадион. В центъра на селото от 1881 година се издига Свято-Възнесенска църква, която е историческа ценност на селото.
В Главан е родена известна българска художничка – Йона Тукусер.

## Население
Населението на селото според преброяването през 2001 г. е 2510 души, предимно етнически българи.

### Езици
Численост и дял на населението по роден език, според преброяването на населението през 2001 г.:
| Роден език   | Численост | Дял (в %) |
| Общо         | 2510      | 100.00    |
| Български    | 2299      | 91.59     |
| Руски        | 106       | 4.22      |
| Украински    | 67        | 2.66      |
| Молдовски    | 30        | 1.19      |
| Гагаузки     | 4         | 0.15      |
| Румънски     | 1         | 0.03      |
| Други        | 2         | 0.07      |
| Неопределени | 1         | 0.03      |